# Пасји стршак
Пасји стршак или копитница (lat. Mutinus caninus) пасји певац или псећа бестидница представља широко распрострањен таксон у Европи, Азији и на истоку САД. Расте по разним врстама претежно листопадних брдских шума обично на киселим теренима богатим трулим дрветом и хумусом. Много ређа у четинарским шумама. Релативно ретка врста која се појављује у малим групама од јуна до октобра. Сапрофитна врста. Према Правилнику о проглашењу и заштити строго заштићених и заштићених дивљих врста биљака, животиња и гљива спада у строго заштићене врсте на подручју Републике Србије.

## Плодно тело
Плодно тело се развија подземно, а на површини земље појављује се у облику јајета ширине до 3,5 cm беличасте боје, глатко и са видљивим мисцеларним кончићима (ризоидима) у основи. Спољашњи омотач (ендоперидијум) је желатинозан. Дозревањем јајета омотач пуца и из њега избија закривљена дршка висине до 10-12 cm са ушиљеном главом тамносмеђе жуте до наранџасте боје (личи помало на храстов жир) која се брзо превлачи слузавом масом пуном спора. Маса је тамномаслинасте боје и непријатног мириса. Дршка је беличасте боје, шупља и лако ломљива.

## Микроскопија
Споре код ове врсте су елиптичне и глатке 4-5 x 1,5-2,5 µm.

## Отисак спора
Отисак спора је маслинасто-зелене боје.

## Сличне врсте
Једина слична врста је северноамерички сродник Mutinus ravenelii који се у последње две-три деценије може пронаћи у Европи. Ипак Mutinus ravenelii је ружичасте боје са црвенкастим врхом.

## Јестивост
Није јестива осим док је у јајету.

## Галерија
- Mutinus caninus - врх
- Mutinus caninus - остатак спољашњег омотача
- Пасији стршак
- Mutinus caninus
- Пасији стршак
- Mutinus caninus

## Сличне врсте
Сличне врсте су Ganoderma tsugae и ''Heterobasidion annosum''. Од прве се разликује по коензистенцији плодног тела које је дрвенасто, а не мекано и плутасто. Друга има више браон него црно плодно тело.